# Obelagnostus
Obelagnostus là một chi bọ ba thùy thuộc bộ Agnostida, đã từng tồn tại ở nơi nay là Châu Nam Cực. Nó đã được mô tả bởi Shergold và Webers vào năm 1992, và loài đặc trưng là Obelagnostus imitor.